# Lucifotychus bipuncticeps
Lucifotychus bipuncticeps är en skalbaggsart som först beskrevs av Thomas Casey 1887.  Lucifotychus bipuncticeps ingår i släktet Lucifotychus och familjen kortvingar. Inga underarter finns listade i Catalogue of Life.